# Swiss Comedy Club

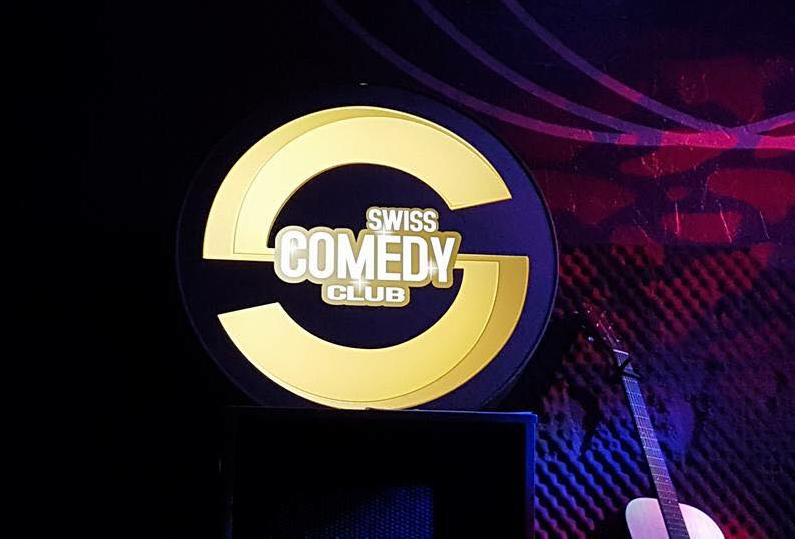
Logo du Swiss Comedy Club.

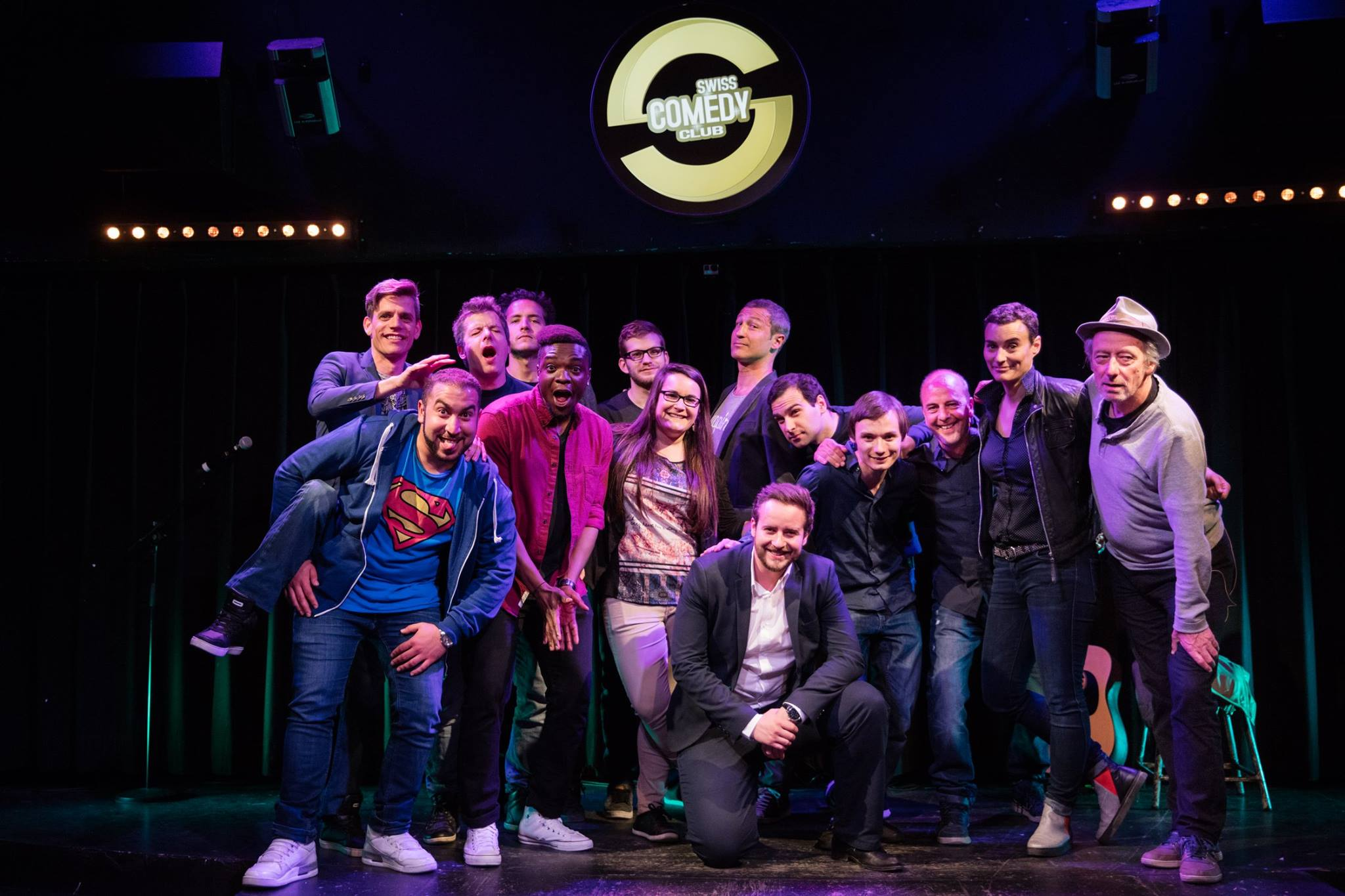
La Troupe du Swiss Comedy Club. Lido Lausanne CH 2016.

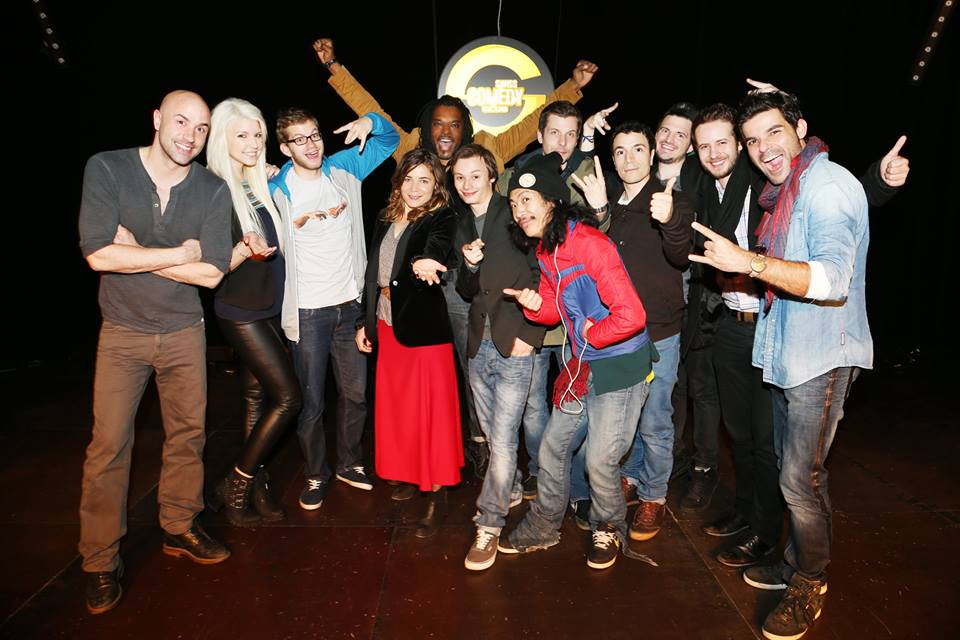
Gala Swiss Comedy Club & Friends. Genève CH.

Le Swiss Comedy Club est un label d'humour fondé par Ivan Madonia en 2010 et basé à Fribourg (Suisse).

## Histoire
Le Swiss Comedy Club est fondé par Ivan Madonia en 2010,, le label offre à de jeunes humoristes de Suisse romande l'opportunité de se produire sur scène. Le club participe au lancement de nombreux humoristes tels que Marina Rollman, Thomas Wiesel, Noman Hosni,, Jessie Kobel ou Nathanaël Rochat,.   
Le club participe aussi à la formation de jeunes humoristes au travers de son école de One-man-show fondée en 2013,,.  
Swiss Comedy Productions produit également des émissions télévisées et galas avec des personnalités suisses et ou internationale,,.

## Émission télévisée
L'émission Swiss Comedy Club est diffusée sur Télé Vaud Fribourg, depuis le 10 juin 2019[réf. nécessaire].   